# 紀元前790年
紀元前790年（きげんぜん790ねん）は、西暦による年。

## 他の紀年法
- 干支 : 辛亥
- 中国
  - 周 - 宣王38年
  - 魯 - 孝公17年
  - 斉 - 荘公贖5年
  - 晋 - 穆侯22年
  - 秦 - 荘公32年
  - 楚 - 若敖元年
  - 宋 - 戴公10年
  - 衛 - 武公23年
  - 陳 - 武公6年
  - 蔡 - 釐侯20年
  - 曹 - 恵伯6年
  - 鄭 - 桓公17年
  - 燕 - 頃侯元年
- 朝鮮
  - 檀紀1544年
- ユダヤ暦 : 2971年 - 2972年